# Melampsoridium hiratsukanum
Melampsoridium hiratsukanum (Pers.) Kleb. – gatunek grzybów z typu rdzowców (Pucciniales). Grzyb mikroskopijny pasożytujący na niektórych gatunkach olszy (Alnus).

## Systematyka i nazewnictwo
Pozycja w klasyfikacji według Index Fungorum:  Melampsoridium, Pucciniastraceae, Pucciniales, Incertae sedis, Pucciniomycetes, Pucciniomycotina, Basidiomycota, Fungi.
Po raz pierwszy opisali go w 1927 r. Seiya Ito i N. Hiratsuka na liściach olszy szorstkiej (Alnus hirsuta) w Japonii.

## Cykl życiowy i morfologia
Jest to pasożyt dwudomowy i rdza pełnocyklowa, wytwarzająca wszystkie typowe dla rdzowców rodzaje zarodników. Jego cykl rozwojowy odbywa się na olchach (Alnus) i modrzewiach (Larix). W Europie jednak jego cykl często skrócony jest tylko do urediniospor i teliospor występujących na olchach
Urediniospory pomarańczowe, jajowate do elipsoidalnych, zwykle o wielkości 24-32 × 12–15 μm z 4-6 porami rostkowymi rozmiarem i morfologią różnią się od rodzimego gatunku Melampsoridium betulinum. Uredinia M. hiratsukanum są dłuższe, przypominające ostre kolce, o komórkach ostiolarnych długości do 50 μm.

## Występowanie
Początkowo Melampsoridium hiratsukanum znany był tylko w Japonii. W latach 80. XX wieku pojawił się w Europie i szybko rozprzestrzenił. W 2020 r. występuował już na znacznych obszarach Europy, pojawił się także w Ameryce Północnej i Środkowej. W wielu krajach jest uważany za gatunek inwazyjny, również w Polsce.
W Polsce znany jest od 1999 r. Występuje na olszy czarnej (Alnus glutinosa) i olszy szarej (Alnus incana). Powoduje plamistość liści i osłabia rozwój drzewa.